# Conector de seguridad Kensington

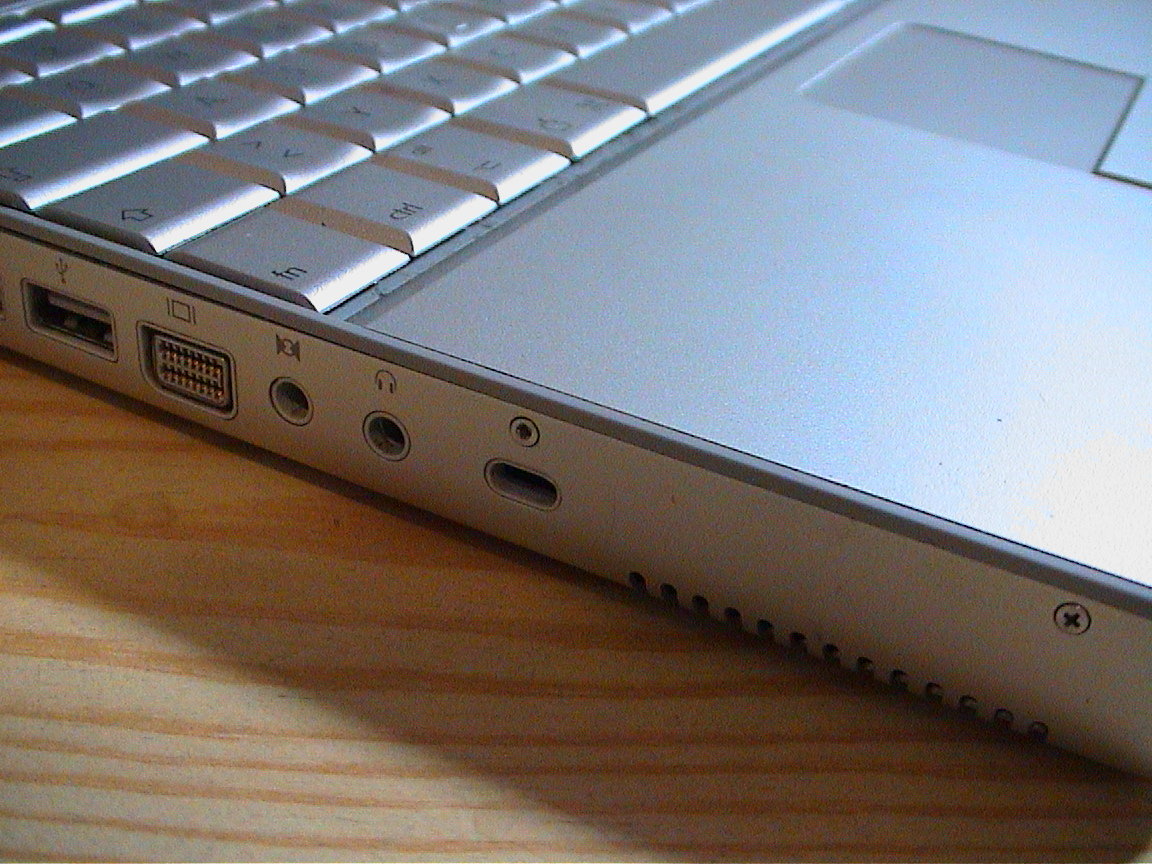
Conector de seguridad Kensington.

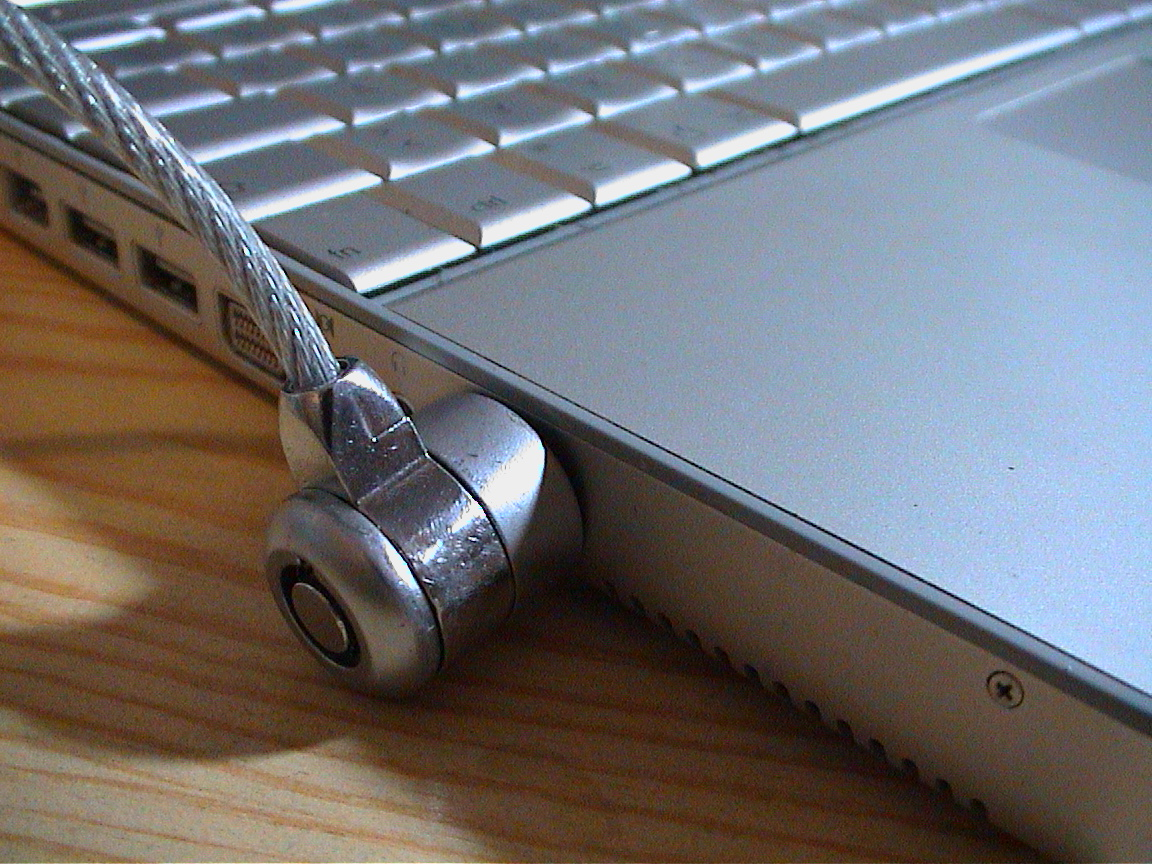
Conectado.

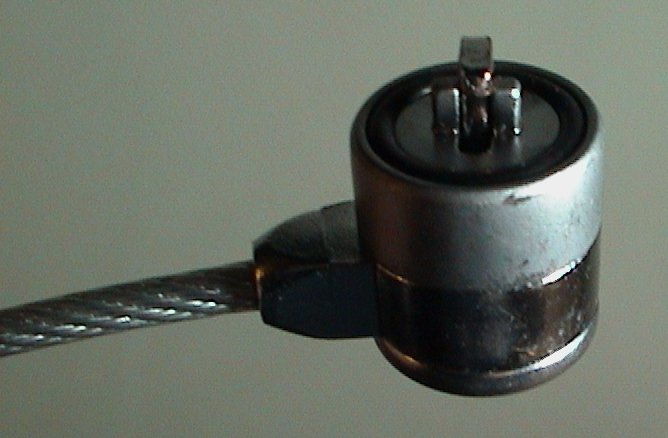
Detalle de la cerradura.

Un  conector de seguridad Kensington (también llamado Kensington Security Slot, K-Slot o Kensington lock) es un agujero pequeño (7x3 mm con las esquinas redondeadas) presente en casi todo equipo informático pequeño o portable, particularmente en los equipos ligeros de precio alto como un ordenador portátil o un monitor TFT, e incluso en equipos mayores como algunos ordenadores de sobremesa. Se utiliza para unir una cerradura, en particular las fabricadas por Kensington Computer Products Group, que es el creador.
Las cerraduras se aseguran en el equipo con una llave o un dispositivo PIN mecánico, y llevan anclado un cable de acero recubierto de goma o plástico, con un pequeño lazo al otro extremo que permite engancharlo a un objeto permanente como la pata de la mesa, para asegurarlo en su sitio.
Las cerraduras Kensington no han sido diseñadas para ser una medida sólida de protección. La mayoría de las cajas de equipos informáticos actuales se fabrican en plástico o metal fino, y aunque las especificaciones de Kensington prevén la presencia de un refuerzo metálico alrededor del agujero, la cerradura se puede forzar, dejando la carcasa dañada con un agujero o grieta. Pero puesto que la intención principal de un ladrón de este tipo de equipos es venderlos, se enfrentarían al rechazo del comprador potencial y llamarían la atención sobre su origen ilícito. Por ello es una excelente medida disuasoria contra los oportunistas que merodean por bibliotecas, universidades, cibers o partys, y contra los robos en general. No obstante, con tiempo y las herramientas adecuadas, puede retirarse el dispositivo sin dañar el equipo.
Varios fabricantes ofrecen mecanismos de fijación similares que no requieren de un conector especial. Suelen utilizar un puerto popular como el puerto de impresora o el de VGA y tienen tornillos especiales para asegurar las cerraduras en su sitio. Estos mecanismos son más universales, pero ocupan un puerto, así que se utilizan sobre todo cuando los conectores Kensington no están disponibles. La gran mayoría de las computadoras portátiles vienen de serie con un conector de seguridad Kensington.
Kensington, en lugar de tratar de asegurarse una exclusividad como fabricante a golpe de patente y demandas prefirió crear unas especificaciones abiertas que permitieran a cualquier fabricante de equipos implementarlo en sus productos, y a sus competidores fabricar dispositivos compatibles. El resultado es un conector casi tan extendido como el mouse y uno de los estándares de facto en el hardware, y el que se asocie su marca con la seguridad en equipos portátiles.